# Берлин, Стефан
Сте́фан А́рне Берли́н (швед. Stefan Arne Bärlin; родился 31 мая 1976 года в Катринехольме) — шведский футболист, выступал на позициях нападающего и крайнего полузащитника, в конце карьеры играл центрального полузащитника. В составе молодёжной (до 21 года) сборной Швеции выступал на молодёжном (до 21 года) чемпионате Европы 1998.

## Карьера
Занимался футболом в школе любительского клуба «Катринехольм», затем в «Вестеросе». По итогам сезона-1996 «Вестерос» пробился в высшую лигу, впервые после 19-летнего перерыва. Выездная игра первого тура чемпионата-1997 против «Мальмё» стала для Берлина дебютной в лиге Аллсвенскан, Стефан вышел в стартовом составе, его клуб проиграл со счётом 0:2. В мае 1997 года Томми Свенссон вызвал Берлина в состав второй сборной Швеции (вместе с такими футболистами, как Хенрик Ларссон и Никлас Александерссон) на товарищеский матч со второй сборной Польши, в котором Берлин не вышел на поле. С августа 1997 года до мая 1998 года выступал за молодёжную (до 21 года) сборную Швеции. На молодёжном (до 21 года) чемпионате Европы 1998 в Румынии Швеция заняла шестое место, победив Россию (со счётом 2:0) и проиграв Норвегии (0:1) и Германии (1:2), Берлин забил второй гол в ворота России. На этом международная карьера Берлина закончилась. В Аллсвенскан-1997 сыграл во всех 26 матчах «Вестероса», забил 3 гола, «Вестерос» вновь выбыл в Дивизион 1, в переходных матчах проиграв «Хеккену». Ещё до переходных матчей Берлин изъявил желание покинуть «Вестерос». Новым клубом Берлина стал «Гётеборг».
В 1998 году провёл неплохой сезон, в чемпионате-1999 провёл 15 матчей, но редко выходил в стартовом составе. 1 января 2000 года перешёл в «Юргорден», выступавший во второй по уровню лиге. В сезоне-2000 «Юргорден» победил в лиге Суперэттан (опередив «Мальмё» на 3 очка) и вышел в лигу Аллсвенскан. В чемпионате-2001 16 раз выходил в стартовом составе и 5 раз — на замену, забил 6 мячей, отдал 4 голевые передачи. «Юргорден» занял второе место. В сезоне-2002 «Юргорден» выиграл «дубль» — стал чемпионом и обладателем кубка Швеции. Участие Берлина в завоевании этих трофеев было минимальным: в чемпионате он лишь 10 раз вышел в стартовом составе, не забил ни одного гола, отдал 2 голевые передачи. 29 августа 2002 года впервые сыграл в еврокубковом матче: на 64-й минуте домашней ответной игры предварительного раунда Кубка УЕФА против ирландского клуба «Шемрок Роверс» Берлин вышел на замену вместо Бабиса Стефанидиса.
В декабре 2002 года вернулся в «Вестерос», подписав контракт сроком на 3 года. В Суперэттан-2003 забил 13 мячей и отдал 11 голевых передач, «Вестерос» занял 12-е место. В сезоне-2004 стал лучшим бомбардиром Суперэттан с 23 забитыми мячами, а также отдал 8 голевых передач, что позволило Берлину стать лучшим и по системе «гол+пас». «Вестерос» занял восьмое место. Столь высокая результативность привлекла к Берлину внимание зарубежных клубов, и в январе 2005 года Стефан перешёл в норвежский «Старт», сумма трансфера составила 1,3 млн норвежских крон, контракт был рассчитан на 3 года с суммарной зарплатой в 3 млн крон.
Первый официальный матч за «Старт» провёл 24 апреля 2005 года, это была выездная игра третьего тура Типпелиги против «Люна». В Типпелиге-2005 10 раз выходил в стартовом составе и 14 раз — на замену, забил 7 мячей, отдал 2 голевые передачи. «Старт» занял второе место, на 1 очко уступив «Волеренге». 28 сентября 2006 года провёл свой последний еврокубковый матч: в ответной игре первого круга Кубка УЕФА «Старт» был разгромлен «Аяксом» на «Амстердам Арене» со счётом 0:4. 12 июля 2007 года перешёл в другой клуб Типпелиги, «Одд Гренланд». Берлин объяснил этот переход тем, что главный тренер «Старта» Стиг Инге Бьёрнебю не давал ему игрового времени и если и выпускал на поле, то крайним полузащитником, а в «Одде» на него рассчитывали в качестве нападающего (в схеме «4-4-2»). По итогам чемпионата-2007 и «Старт», и «Одд» выбыли из Типпелиги в Первый дивизион: «Старт» — напрямую, «Одд» — через переходные матчи.
29 июля 2008 года вновь вернулся в «Вестерос», подписав контракт сроком на 2,5 года. С 2006 года «Вестерос» выступал в третьей по уровню лиге. С начала 2010 года занял должность помощника главного тренера Калле Граната (нем. Kalle Granath), одновременно продолжая играть на позиции центрального полузащитника. По итогам сезона-2010 «Вестерос» победил в северной зоне Дивизиона 1 и вышел в лигу Суперэттан. Сезон-2011 стал последним в игровой карьере Берлина, Стефан 19 раз вышел в стартовом составе и 6 раз — на замену, забил 1 гол, отдал 4 голевые передачи. «Вестерос» выбыл обратно в Дивизион 1.

## Достижения
- Чемпион Швеции 2002
- Обладатель Кубка Швеции 2002
- Лучший бомбардир Суперэттан 2004 (23 мяча)